# St Hugh’s College

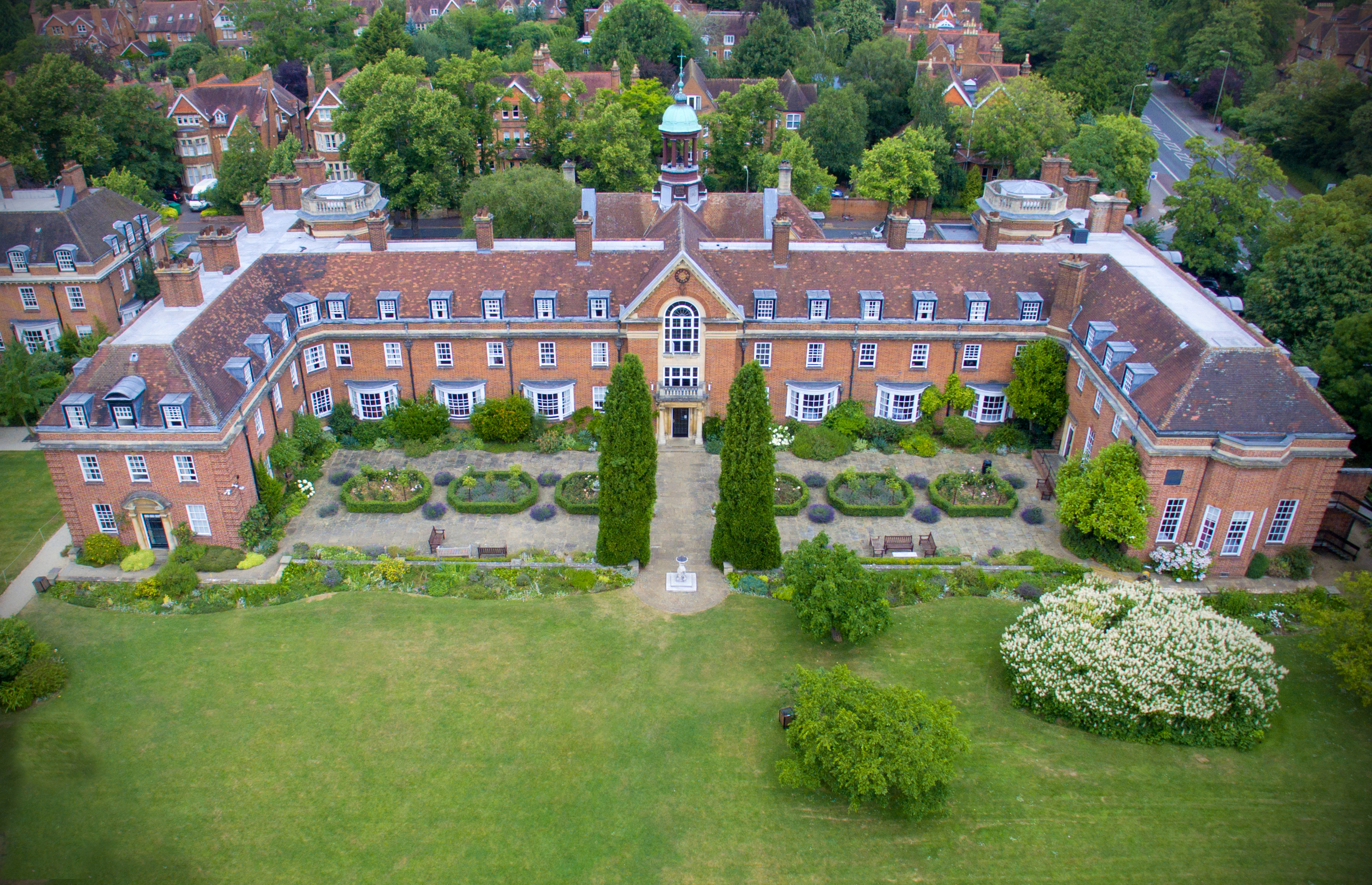
St Hugh's College

Das St Hugh’s College ist eines der 39. konstituierenden Colleges der University of Oxford. Es befindet sich auf einem 5,9 Hektar großen Grundstück an der St Margaret's Road nördlich des Stadtzentrums. Es wurde 1886 von Elizabeth Wordsworth als College für Frauen gegründet und nahm 1986 seine ersten männlichen Studenten auf.

## Geschichte
Das St Hugh’s College wurde ursprünglich 1886 von der Wohltäterin Elizabeth Wordsworth als reines Frauencollege gegründet, um ärmeren Frauen die Möglichkeiten einer Ausbildung in Oxford zu eröffnen. Name und das Wappen sind inspiriert vom Heiligen Hugo von Lincoln, der im 13. Jahrhundert Bischof von Lincoln war. Die gleiche Position besetzte zu einem späteren Zeitpunkt auch Elizabeth Wordsworths Vater.
Das College befindet sich seit 1913 an seiner heutigen Stelle nördlich des Oxforder Stadtzentrums.
Zum hundertjährigen Bestehen im Jahr 1986 wurden erstmals Männer aufgenommen. 2019 zählte das College rund 800 Studierende.

## Gebäude und Lage
St. Hugh's befindet sich auf einem Gelände in North Oxford. Es grenzt im Osten an die Banbury Road, im Westen an die Woodstock Road, im Norden an die St. Margaret's Road und im Süden an die Canterbury Road. Die Gärten des Colleges umfassen etwa ein Hektar.
Der Haupteingang des Colleges führt direkt zum Hauptgebäude, in dem Erstsemester untergebracht sind, und in dem sich auch die Kapelle und der Speisesaal befinden. Weitere Erstsemester können im Kenyon-Gebäude untergebracht werden, das nach Kathleen Kenyon benannt ist. Studenten im zweiten Studienjahr leben entweder im Rachel Trickett Building, benannt nach einem früheren Schulleiter, oder im Mary Gray Allen Building. Studenten im dritten Studienjahr wohnen normalerweise im neueren Maplethorpe-Gebäude, dessen Zimmer über ein eigenes Bad verfügen. Gruppen von acht Personen teilen sich auf jeder der drei Etagen eine Küche. Alle Zimmer bieten einen Blick auf den Garten.

## Bekannte Absolventen
- Emily Davison (1872–1913), Suffragette
- Mary Cartwright (1900–1998), Mathematikerin
- Aung San Suu Kyi (* 1945), Friedensnobelpreisträgerin, Regierungschefin Myanmars
- Mary Rees (* 1953), Mathematikerin
- Theresa May (* 1956), Premierministerin des Vereinigten Königreichs
- Amal Clooney (* 1978), Menschenrechtsanwältin
- Emma Dench (* 1963), Historikerin
- Ghil’ad Zuckermann (* 1971), Sprachwissenschaftler